# Санаторне
Санато́рне (раніше Мела́с, Санаторний; крим. Melas) — селище в Україні, у складі Ялтинського району Автономної Республіки Крим.
Знаходиться за 3 км на схід від Фороса, за 39 км від Ялти, і за 101 км від Сімферополя. Найближчий залізничний вузол до м. Севастополя — на відстані 51 км.
Санаторне — курортне селище, в якому розташовано 2 санаторії, дитячий оздоровчий комплекс, а також підприємства торгівлі, громадського харчування, побутового обслуговування, дитячий комбінат.
На території селища розташований пам'ятка архітектури — палац А. Перовського (архітектор Ельсон), нині — один з корпусів санаторію «Меллас», Меласський парк (пам'ятник садово-паркової архітектури), унікальний природний пам'ятник магматичного походження — гора Дракон з тунелем.

## Історія
Селище з'явилося після окупації Криму Російською імперією, і бере початок від садиби «Меллас» російського міністра наділів Лева Перовського, який у 1834 році викупив ці землі, заклав парк і побудував палац.
Після його смерті землі належали російському поету і письменнику О. К. Толстому.